# Aspergiloza
Aspergiloza (łac. aspergillosis) jest zakażeniem lub reakcją alergiczną wywoływaną przez grzyby z rodzaju Aspergillus (kropidlak). Postacie aspergilozy o największym znaczeniu to poważne infekcje płucne u pacjentów z obniżoną odpornością, takich jak chorzy na AIDS, leczeni chemioterapią lub antybiotykami przez dłuższy czas. W alergiach Aspergillus odgrywa mniejszą rolę.

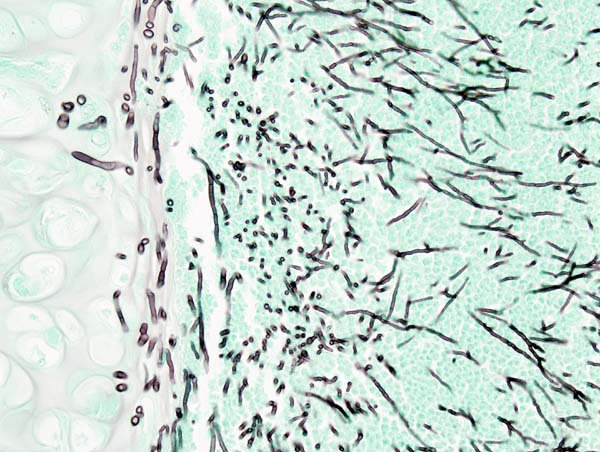
Obraz histopatologiczny inwazyjnej płucnej aspergilozy u pacjenta ze śródmiąższowym zapaleniem płuc. Barwienie metodą Grocotta (srebrem)

## Przyczyny, występowanie, czynniki ryzyka
Aspergillus występuje na całym świecie. Wzrasta w ziemi, na martwych liściach, w żywności, spichrzonym zbożu, kompoście oraz innej rozkładającej się roślinności. Można go także znaleźć w farbach, nawiewach powietrznych, a nawet w środkach odkażających.
Aspergillus wywołuje trzy główne postacie choroby:
- reakcja alergiczna u ludzi chorych na astmę (alergiczna aspergiloza oskrzelowo-płucna)
- kolonizacja i wzrost w uszkodzeniach płuc (jak w wyniku gruźlicy czy ropnia płuca), które uległy wyleczeniu z pozostawieniem jamy, w zatokach nosowych lub w jamie ucha, gdzie wytwarza postać zwaną grzybniakiem kropidlakowym (aspergilloma)
- inwazyjna infekcja systemowa z zapaleniem płuc, martwicą w jamie nosowej lub zapaleniem ucha oraz martwicą, która rozprzestrzenia się do innych części ciała poprzez krążenie (aspergillosis invasiva).

Aspergillozę najczęściej wywołuje Aspergillus fumigatus, w ostatnich latach także Aspergillus flavus, Aspergillus niger, Aspergillus glaucus i Aspergillus nidulans. Postać inwazyjna może zająć oko (powodując ślepotę), a także każdy inny narząd ciała, ale zwłaszcza serce, płuca, mózg i nerki. Trzecia postać występuje prawie wyłącznie u ludzi z obniżoną odpornością z powodu nowotworu złośliwego, AIDS, terapii immunosupresyjnej (u biorców przeszczepów), przyjmowania wysokich dawek sterydów, chemioterapii lub innych chorób, w których występuje obniżona zawartość białych krwinek.

## Objawy
W alergicznej aspergilozie oskrzelowo-płucnej mogą wystąpić objawy podobne, jak w astmie oskrzelowej, tj. kaszel, świsty (związane ze zwężeniami dróg oddechowych), a także gorączka, utrata wagi ciała i złe samopoczucie.
W zakażeniu inwazyjnym występują:
- gorączka
- dreszcze
- kaszel
- bóle głowy
- duszność
- ból w klatce piersiowej
- zwiększona produkcja plwociny o różowym podbarwieniu
- bóle kostne
- krwiomocz
- zmniejszona produkcja moczu
- utrata wagi ciała
- zapalenie opon mózgowo-rdzeniowych
- ślepota lub niedowidzenie
- zapalenie zatok
- zapalenie wsierdzia

## Badania
Do wykrycia aspergilozy stosuje się:
- testy serologiczne wykrywające przeciwciała anty-Asprgillus oraz antygeny kropidlaka
- zdjęcie rentgenowskie lub tomografię komputerową klatki piersiowej (może być obecny m.in. objaw powietrznego rąbka w kształcie półksiężyca)
- wyizolowanie i hodowlę grzyba z plwociny
- pobranie biopsji tkankowej
- badanie poziomu immunoglobulin IgE – podniesienie ich poziomu sugeruje możliwość wystąpienia aspergilozy.

Gdy grzyb nacieka oskrzela można czasami zauważyć łańcuchy konidiów w plwocinie.

## Leczenie
Sposób leczenia aspergilozy zależy od jej postaci.
- W przypadku reakcji alergicznej stosuje się leczenie objawowe, a także odczulanie. Należy również unikać ekspozycji na Aspergilusa.
- Grzybniak kropidlakowy podlega leczeniu chirurgicznemu.
- Przy postaci inwazyjnej stosuje się terapię amfoterycyną B, itrakonazolem i worikonazolem[2].

## Rokowanie
Rokowanie w aspergilozie zależy od jej postaci, a także od stanu odporności organizmu. Najlepsze rokowanie dotyczy postaci alergicznej, w której najczęściej dochodzi do poprawy stanu pacjenta. Postać inwazyjna jest nieraz trudna w leczeniu i może nawet doprowadzić do śmierci, jeśli nie uda się opanować choroby.

## Powikłania
W postaci płucnej aspergilozy powikłaniem może być krwotok, natomiast w przypadku stosowania w leczeniu amfoterycyny B może dojść do uszkodzenia nerek.

## Zapobieganie
Zapobieganie aspergilozie sprowadza się do unikania stanów związanych z obniżoną odpornością, takich jak AIDS czy leczenie immunosupresyjnie (w tym często kortykosterydami).

## Klasyfikacja ICD10
| kod ICD10     | nazwa choroby                        |
| ------------- | ------------------------------------ |
| ICD-10: B44   | Grzybica kropidlakowa [Aspergiloza]  |
| ICD-10: B44.0 | Inwazyjna grzybica kropidlakowa płuc |
| ICD-10: B44.1 | Inne grzybice kropidlakowe płuc      |
| ICD-10: B44.2 | Grzybica kropidlakowa migdałków      |
| ICD-10: B44.7 | Grzybica kropidlakowa rozsiana       |
| ICD-10: B44.8 | Inne postacie grzybicy kropidlakowej |
| ICD-10: B44.9 | Grzybica kropidlakowa, nie określona |